# Чемпионат России по баскетболу 1997/1998
Чемпионат России по баскетболу 1997/1998 является 7 сезоном чемпионата России по баскетболу.

## Регулярный чемпионат

### Участники
| ЗАПАД - Автодор - Локомотив МнВ - Аквариус (Волгоград) - ЦСКА - Самара - Спартак (Москва) - УНИКС - Динамо Москва - Спартак СПб - Спортакадемклуб (Москва) - Коник Москва - Арсенал Тула |  | ВОСТОК - Урал-Грейт - СКА-Урал - Шахтёр (Черемхово) - Локомотив Нс - Старый Соболь - Енисей - Саха Якутск |

## Итоговое положение
| - 1. ЦСКА - 2. Автодор - 3. Самара - 4. Спартак (Москва) - 5. УНИКС - 6. Локомотив МнВ - 7. Спартак СПб - 8. Спортакадемклуб (Москва) - 9. Шахтёр (Черемхово) - 10. Урал-Грейт |  | - 11. Арсенал Тула - 12. Старый Соболь - 13. Коник Москва - 14. Саха Якутск - 15. СКА-Урал - 16. Динамо Москва - 17. Енисей - 18. Локомотив Нс - 19. Аквариус Волгоград |

## За 3-е место
| Команда #1 | Серия | Команда #2     | 1 игра | 2 игра | 3 игра | 4 игра | 5 игра |
| ---------- | ----- | -------------- | ------ | ------ | ------ | ------ | ------ |
| Самара     | 3 — 0 | Спартак Москва | 88-87  | 89-82  | 117-80 | -      | -      |

## Финал
| Команда #1 | Серия | Команда #2  | 1 игра | 2 игра | 3 игра | 4 игра | 5 игра |
| ---------- | ----- | ----------- | ------ | ------ | ------ | ------ | ------ |
| Автодор    | 1 — 3 | ЦСКА Москва | 88-95  | 88-84  | 76-91  | 76-84  | -      |